# Nguyễn Thọ Quỳnh
Nguyễn Thọ Quỳnh (thế kỷ XV) là một nhà Nho học người Việt Nam. Quê ông là làng Quỳnh Lý, xã Thụy Quỳnh, nay thuộc huyện Thái Thụy, tỉnh Thái Bình. Ông đỗ đồng tiến sĩ xuất thân dưới triều vua Lê Thánh Tông.

## Vượt qua lệ làng

### Lời nguyền kiếp trước
Hoàng Phúc là quan Thượng thư của nhà Minh, thừa lệnh hoàng đế Minh Thành Tổ sang cai trị nước ta tư sau năm 1407, khi nhà Hồ bị diệt vong và Đại Ngu rơi vào tay giặc. Ông ta nắm cả Bố Chính Ty và Án Sát Ty, hai trong số ba cơ quan đầu não của giặc đặt ra để trị dân ta.
Trong một lần đi xem xét địa thế núi sông, Hoàng Phúc đến đình làng Quỳnh Lý. Ông ta thấy địa hình làng này đặc biệt khác thường, nổi bật lên giữa đồng bằng như hình quả chuông úp và ông ta viết lên vách đình một câu rằng:
| “ | Quỳnh Lý phúc chung vi sư đặc đạt | ” |

Nghĩa là: Đất Quỳnh Lý như chuông úp, phát nhất nghề làm thầy.
Không biết Hoàng Phúc có tài tiên tri hay chỉ là chiêu bài để mê hoặc lòng nhân dân ta, vì sau đó ông ta bắt lập đền miếu thờ bách thần (hàng trăm vị thần), cho dân bốn mùa cúng bái liên miên. Có điều chắc rằng, ông ta giỏi đoán thời cuộc, nên khi Lê Lợi khởi nghĩa ở Lam Sơn, ông ta đã nhanh chân về nước trước, tránh được thảm bại nhục nhã như các tướng nhà Minh khác.
Còn làng Quỳnh Lý, từ khi ám ảnh câu "sấm truyền", đã làm thầy bói vì... chăng có nghề gì khá khẩm hơn cả (do mê tín!). Ấy thế mà làm nghề thầy ấy lại kiếm cơm dễ dàng, thậm chí có của dư thừa. Thành ra, ai cũng muốn làm thầy bói. 

### Quyết tâm sắt đá
Ấy thế nhưng có một con người đã xuất hiện và đã làm trái lệ làng. Đó là cậu bé có tên Nguyễn Thọ Quỳnh. Chỉ học ở mức sơ cấp thôi, nhưng Thọ Quỳnh lại có tư chất thông minh đĩnh ngộ vượt xa bạn bè. Một buổi tan học, câu rong chơi chán rồi ghé vào đình hóng mát, quanh quẩn men theo hiên, chơt trông thấy câu "sấm truyền" mà Hoàng Phúc để lại. Đọc hiểu ra, cậu bé Quỳnh ức lắm:
-Hừ!Kể nào ngạo mạn, dám bảo làng mình chỉ rặt nghề bói?
Sẵn bút mực trong tay, cầu liền viết luôn: 
| “ | Văn liên khoa giáp võ liệt công hầu | ” |

Nghĩa là: Văn đậu liền các khoa, võ dự hàng công hầu
Viết được câu đó, cậu đắc ý lắm tung tăng nhảy chân sáo về nhà. Sau, cha mẹ bắt theo nghệp bói, cậu nhất quyết không nghe, cố công dùi mài kinh sử. 

### Công thành danh toại
Khao Mậu Tuất năm Hồng Đức thứ 9 (1478) đời vua Lê Thánh Tông, Nguyễn Thọ Quỳnh thi Hương giật Giải nguyên (thủ khoa), tiếp đến thi Hội và thi Đình thì đỗ Tiến sĩ. Làm quan văn một thời gian, Thọ Quỳnh lại xin chuyển san võ ban làm tướng phò vua Lê xuất chinh dẹp giặc Chiêm Thành, lập nhiều công trạng. Ông được ban tước Quang Lộc Tự Khanh. Vậy là làng Quỳnh Lý cũng có thể tự hào mình là vùng đất địa linh nhân kiệt.